# Ward (Name)
Ward ist ein Vor- und Familienname.

## Namensträger

### Familienname

#### A
- Aaron Ward (Politiker) (1790–1867), US-amerikanischer Politiker
- Aaron Ward (Admiral) (1851–1918), US-amerikanischer Admiral
- Aaron Ward (Eishockeyspieler) (* 1973), kanadischer Eishockeyspieler
- Aaron Montgomery Ward (1843–1913), US-amerikanischer Handelsunternehmer
- Adam Ward (1988–2015), US-amerikanischer Kameramann, siehe Ermordung von Alison Parker und Adam Ward
- Adolphus William Ward (1837–1924), britischer Historiker
- Aileen Ward (1919–2016), US-amerikanische Literaturwissenschaftlerin
- Aleardo Ward (1915–1971), italienischer Schauspieler
- Alex Ward (* 1974), britischer Klarinettist und Komponist
- Alexander Ward (* 1990), britischer Tennisspieler
- Alfred Dudley Ward (1905–1991), britischer General, Gouverneur von Gibraltar
- Amelita Ward (1923–1987), US-amerikanische Schauspielerin
- Andre Ward (* 1984), US-amerikanischer Boxer
- Andrew H. Ward (1815–1904), US-amerikanischer Politiker
- Andy Ward (* 1970), irischer Rugby-Union-Spieler
- Anita Ward (* 1956), US-amerikanische Sängerin
- Ann E. Ward (1949–2016), US-amerikanische Jazzmusikerin und Musikpädagogin
- Anne Ward (1825–1896), britisch-neuseeländische Frauenrechtsaktivistin
- Anthony Ward (Priester) (* 1948), britischer Priester und Liturgiker
- Anthony Ward (Kostümbildner) (* 1957), britischer Bühnen- und Kostümbildner
- Artemas Ward (1727–1800), US-amerikanischer Offizier und Politiker
- Artemas Ward junior (1762–1847), US-amerikanischer Politiker
- Ashley Ward (* 1970), englischer Fußballspieler

#### B
- Barbara Ward, Baroness Jackson of Lodsworth (1914–1981), britische Journalistin und Ökonomin
- Barbara E. Ward (1919–1983), britische Sozialanthropologin und Soziologin
- Barry Ward, irischer Politiker der Fine Gael (FG)
- Bernard Evans Ward (1857–1933), britischer Maler, Kunstlehrer
- Bill Ward (Cartoonist) (1919–1998), US-amerikanischer Cartoonist und Comiczeichner
- Bill Ward (* 1948), englischer Schlagzeuger
- Bill Ward (Schauspieler) (* 1967), englischer Schauspieler
- Billy Ward (Sänger) (1921–2002), US-amerikanischer Musiker und Musikproduzent
- Billy Ward (Schlagzeuger) (* 1952), US-amerikanischer Jazzschlagzeuger und Schlagzeuglehrer
- Billy Ward (Boxer) (1993–2013), australischer Boxer
- Bryan Ward-Perkins, britischer Althistoriker
- Burt Ward (* 1945), US-amerikanischer Schauspieler und Synchronsprecher

#### C
- Cam Ward (* 1984), kanadischer Eishockeytorwart
- Cam Ward (Footballspieler) (* 2002), US-amerikanischer American-Football-Spieler
- Carlos Ward (* 1940), US-amerikanischer Jazzmusiker
- Catherine Ward (* 1987), kanadische Eishockeyspielerin
- Charles Ward (Cricketspieler) (1875–1954), britischer Cricketspieler
- Charles Ward (Politiker), irischer Politiker (100% Redress)
- Charles Ward (Tänzer) (1952–1986), US-amerikanischer Tänzer
- Charles B. Ward (1879–1946), US-amerikanischer Politiker
- Charles Marshall Ward (Bühnenname Charles Manvers; 1808–1874), britischer Opernsänger (Tenor)
- Charlie Ward (Golfspieler) (Charles Harold Ward; 1911–2001), englischer Golfspieler
- Charlie Ward (Basketballspieler) (* 1970), US-amerikanischer Basketball- und American-Football-Spieler
- Charlie Ward (Fußballspieler) (Charles Patrick Ward; * 1995), englischer Fußballspieler
- Charvarius Ward (* 1996), US-amerikanischer American-Football-Spieler
- Chris Ward (Regisseur), US-amerikanischer Unternehmer, Regisseur und Produzent von Pornofilmen
- Chris Ward (Footballspieler) (* 1955), US-amerikanischer American-Football-Spieler
- Chris Ward (Schachspieler) (* 1968), englischer Schachspieler
- Chris Ward (Tontechniker) (* 1970), neuseeländischer Tontechniker
- Chris Ward (Rennfahrer), britischer Automobilrennfahrer
- Christian Ward, eigentlicher Name von Yung Berg (* 1985), US-amerikanischer Rapper
- Christopher Ward (Journalist) (* 1942), britischer Journalist
- Christopher Ward (Politiker) (* 1942), britischer Politiker
- Christopher Ward (Songwriter) (* 1949), kanadischer Musiker und Songwriter
- Christopher Ward (Dirigent) (* 1980), britischer Dirigent
- Christopher John Ward (* 1965), US-amerikanischer Rockmusiker, siehe C. J. Ramone
- Clara Ward (1924–1973), US-amerikanische Gospelsängerin
- Clara Ward, Princesse de Caraman-Chimay (1873–1916), US-amerikanisches Model
- Clarissa Ward (* 1980), US-amerikanische Fernsehjournalistin
- Colin Ward (1924–2010), britischer Sozialhistoriker, Anarchist und Schriftsteller

#### D
- Dana Ward (* 1949), US-amerikanischer Psychologe, Anarchist und Politikwissenschaftler
- Daniel Ward (Jurist) (Daniel Patrick Ward; 1918–1995), US-amerikanischer Rechtswissenschaftler, Hochschullehrer und Richter
- Daniel Ward (Boxer) (* 1963), südafrikanischer Boxer
- Daniel Ward (Footballspieler) (* 1977), australischer Australian-Football-Spieler
- Daniel Ward (Snookerspieler) (* 1981), englischer Snookerspieler
- Danny Ward (Rugbyspieler) (Daniel Ward; * 1980), englischer Rugby-League-Spieler
- Danny Ward (Fußballspieler, 1991) (Daniel Carl Ward; * 1991), englischer Fußballspieler
- Danny Ward (Fußballspieler, 1993) (Daniel Ward; * 1993), walisischer Fußballspieler
- Darcy Ward (* 1992), australischer Speedway- und Langbahnfahrer
- Darren Ward (Schwimmer) (* 1968), kanadischer Schwimmer
- Darren Ward (Fußballspieler, 1974) (* 1974), walisischer Fußballtorhüter
- Darren Ward (Fußballspieler, 1978) (* 1978), englischer Fußballspieler
- Dave Ward (Schauspieler) (Squatch; * um 1960), schottisch-kanadischer Schauspieler und Sprecher
- David Ward (Schauspieler) (* 1916), britischer Schauspieler
- David Ward (Sänger) (1922–1983), britischer Opernsänger (Bass)
- David Ward (Geograph) (* 1938), britisch-amerikanischer Stadtgeograph und Hochschullehrer
- David Ward (Komponist) (* 1941), britischer Komponist
- David Ward (Unternehmer) (1947–2022), britischer Spieleentwickler und Unternehmer, Mitgründer von Ocean Software
- David Ward (Politiker) (* 1953), britischer Politiker (Liberal Democrats)
- David Ward (Rugbyspieler, 1953) (David J. Ward; * 1953), englischer Rugby-League-Spieler und -Trainer
- David Ward (Rugbyspieler, 1985) (David Patrick Ward, auch Dave Ward; * 1985), englischer Rugby-Union-Spieler
- David Jenkins Ward (1871–1961), US-amerikanischer Politiker
- David S. Ward (* 1945), US-amerikanischer Regisseur und Drehbuchautor
- Davin Ward, US-amerikanischer Filmproduzent
- Dayton Ward (* 1967), US-amerikanischer Science-Fiction-Autor
- Dean Ward (* 1963), britischer Bobfahrer
- Deighton Lisle Ward (1909–1984), barbadischer Rechtsanwalt und Politiker
- Demetrius Ward (* 1990), US-amerikanischer Basketballspieler
- Denzel Ward (* 1997), US-amerikanischer American-Football-Spieler
- Dermot Ward, irischer Schauspieler
- Dixon Ward (* 1968), kanadischer Eishockeyspieler
- Douglas Ward, britischer Reiseschriftsteller
- Dudley Ward (Richter) (1827–1913), neuseeländischer Richter und Politiker

#### E
- Ebenezer Ward (1837–1917), australischer Journalist und Politiker, Abgeordneter und Minister
- Eber Brock Ward (1811–1875), US-amerikanischer Unternehmer
- Ed Ward (Schriftsteller) (* 1948), US-amerikanischer Schriftsteller und Radiomoderator
- Ed Ward (Eishockeyspieler) (* 1969), kanadischer Eishockeyspieler
- Edmund Franklin Ward (1892–1990), US-Illustrator und Maler
- Edward Ward (1900–1971), US-amerikanischer Filmkomponist
- Edward Matthew Ward (1816–1879), britischer Maler
- Elijah Ward (1816–1882), US-amerikanischer Politiker
- Elizabeth Stuart Phelps Ward (1844–1911), US-amerikanische Autorin, Feministin und Tierrechtlerin, siehe Elizabeth Stuart Phelps
- Ellaphie Ward-Hilhorst (1920–1994), südafrikanische botanische Künstlerin
- Elliott Ward (* 1985), englischer Fußballspieler
- Evelyn Ward (1923–2012), US-amerikanische Schauspielerin

#### F
- Francis Ward (1891–1966), irischer Politiker und Parlamentarischer Staatssekretär
- Frank Kingdon-Ward (eigentlich Francis Kingdon Ward; 1885–1958), britischer Pflanzensammler
- Fred Ward (1942–2022), US-amerikanischer Schauspieler
- Freda Dudley Ward (1894–1983), britische High-Society-Lady und Mätresse
- Frederick Townsend Ward (1831–1862), US-amerikanischer Abenteurer

#### G
- Gemma Ward (* 1987), australisches Model
- Geoff Ward (* 1962), kanadischer Eishockeytrainer
- George Ward, 1. Viscount Ward of Witley (1907–1988), britischer Adliger und Politiker (Conservative Party)
- George Ward (Rugbyspieler) (Mick), australischer Rugby-League-Spieler
- George Ward (Kanute) (George H. Ward; * 1932), kanadischer Kanute
- George Courtney Ward (1917–2011), britischer Fotograf
- George Taliaferro Ward (1810–1862), US-amerikanischer Politiker und Offizier
- Grady Ward (* 1951), US-amerikanischer Softwareentwickler und Lexikograf
- Graham Ward (Wirtschaftsprüfer) (* 1952), britischer Wirtschaftsprüfer
- Graham Ward (Theologe) (* 1955), britischer anglikanischer Priester und Theologe
- Greg Ward (Schauspieler) (* 1961),  US-amerikanischer Schauspieler
- Greg Ward (Musiker) (* 1982), US-amerikanischer Jazzmusiker
- Greg Ward (Footballspieler) (* 1995), US-amerikanischer American-Football-Spieler

#### H
- Hallett Sydney Ward (1870–1956), US-amerikanischer Politiker
- Hamilton Ward senior (1829–1898), US-amerikanischer Jurist und Politiker (Republikanische Partei)
- Hamilton Ward junior (1871–1932), US-amerikanischer Jurist und Politiker (Republikanische Partei)
- Harry Ward (Mediziner) († 1986), kanadischer Mediziner
- Harry Ward (Badminton) (* um 1945), Badmintonspieler aus Gibraltar
- Harry Ward (Dartspieler) (* 1997), englischer Dartspieler
- Harry Ward Leonard (1861–1915), US-amerikanischer Erfinder
- Harry Marshall Ward (1854–1906), britischer Botaniker
- Hayley Ward (* 1997), südafrikanische Squashspielerin
- Heather Ward (* 1938), englische Badmintonspielerin
- Helen Ward (Sängerin) (1916–1998), US-amerikanische Sängerin
- Helen Ward (Illustratorin) (* 1962), britische Autorin und Illustratorin
- Helen Ward (Fußballspielerin) (* 1986), britische Fußballspielerin
- Henrietta Ward (1832–1924), englische Malerin
- Henry Baldwin Ward (1865–1945), U.S.-amerikanischer Zoologe
- Henry Galbraith Ward (1851–1933), US-amerikanischer Jurist
- Henry George Ward (1797–1860), englischer Diplomat, Politiker und Kolonialverwalter
- Herbert Ward (Bildhauer) (1863–1919), englischer Bildhauer
- Herbert Ward (Kontrabassist) (1921–1994), US-amerikanischer Kontrabassist und Komponist
- Herbert Dickinson Ward (1861–1932), US-amerikanischer Schriftsteller
- Hines Ward (* 1976), US-amerikanischer American-Football-Spieler
- Hiram Hamilton Ward (1923–2002), US-amerikanischer Jurist
- Holcombe Ward (1878–1967), US-amerikanischer Tennisspieler
- Horace Ward (* 1927), US-amerikanischer Jurist

#### I
- Ian Ward (Leichtathlet) (1929–2006), britischer Stabhochspringer
- Ian Ward (Rechtswissenschaftler) (* 1963), britischer Rechtswissenschaftler
- Ida C. Ward (1880–1949), britische Sprachwissenschaftlerin
- Irene Ward, Baroness Ward of North Tyneside (1895–1980), britische Politikerin (Conservative Party), Mitglied des House of Commons

#### J
- J. R. Ward, Pseudonym von Jessica Bird (* 1969), US-amerikanische Autorin

- James Ward (Maler) (1769–1859), britischer Maler
- James Ward (Psychologe) (1843–1925), britischer Psychologe und Philosoph
- James Ward (Fußballspieler) (1865–1941), englischer Fußballspieler
- James Ward (Bischof) (1905–1973), Weihbischof in Glasgow
- James Ward (Autor) (* 1951), amerikanischer Fantasy-Autor
- James Ward (Tennisspieler) (* 1987), englischer Tennisspieler
- James Ward-Prowse (* 1994), englischer Fußballspieler
- James Harvey Ward (* 1978), US-amerikanischer Schauspieler
- James Hugh Ward (1853–1916), US-amerikanischer Politiker
- Jamie Ward (* 1986), nordirischer Fußballspieler
- Jared Ward (Schauspieler) (* 1977), US-amerikanischer Schauspieler
- Jared Ward (Leichtathlet) (* 1988), US-amerikanischer Leichtathlet
- Jason Ward (* 1979), kanadischer Eishockeyspieler und -trainer
- Jasper D. Ward (1829–1902), US-amerikanischer Politiker
- Jeff Ward (Rennfahrer) (* 1961), US-amerikanischer Automobilrennfahrer
- Jeff Ward (Schauspieler) (* 1986), US-amerikanischer Schauspieler
- Jem Ward (1800–1884), britischer Boxer
- Jennifer Ward (Diplomatin) (* 1944), US-amerikanische Diplomatin und Hochschullehrerin
- Jennifer Ward (Historikerin) (* 1938), britische Historikerin
- Jennifer Ward (Journalistin) (* 1957), kanadische Journalistin
- Jennifer Ward (Schriftstellerin) (* 1963), US-amerikanische Kinderbuchautorin
- Jennifer Ward Clarke (1935–2015), britische Cellistin
- Jennifer Ward-Lealand (* 1962), neuseeländische Schauspielerin
- Jenny T. Ward, australische Tontechnikerin
- Jesmyn Ward (* um 1977), US-amerikanische Autorin
- Jessie Ward (Wrestlerin) (* 1979), US-amerikanische Wrestlerin
- Jessie Ward (Schauspielerin) (* 1982), US-amerikanische Schauspielerin
- Jim Ward (* 1941), US-amerikanischer Piercer und Künstler
- Jim Ward (Footballtrainer) (* 1957), US-amerikanischer American-Football-Trainer
- Jim Ward (Synchronsprecher) (* 1959), US-amerikanischer Synchronsprecher
- Jimmie Ward (* 1991), US-amerikanischer American-Football-Spieler
- Joe Ward (Eishockeyspieler) (Joseph Michael Ward; * 1961), kanadischer Eishockeyspieler
- Joe Ward (Basketballspieler) (Joseph Nathan Ward; * 1963), US-amerikanischer Basketballspieler
- Joe Ward (Rugbyspieler) (* 1980), neuseeländischer Rugby-Union-Spieler
- Joe Ward (Boxer) (Joseph Ward; * 1993), irischer Boxer
- Joel Ward (Eishockeyspieler) (* 1980), kanadischer Eishockeyspieler
- Joel Ward (Fußballspieler) (* 1989), englischer Fußballspieler
- John Ward (Komponist) (1571–1638), englischer Komponist
- John Ward (Gelehrter) (1679–1758), englischer Gelehrter
- John Ward, 1. Earl of Dudley (1781–1833), britischer Adliger und Politiker
- John Ward (um 1553–1622), britischer Kapitän und Kaperfahrer, siehe John Warde
- John Ward (Bischof) (1857–1929), römisch-katholischer Bischof
- John Ward (Politiker) (1866–1934), britischer Politiker und Gewerkschafter
- John Ward (Fußballspieler, 1900) (1900–??), englischer Fußballspieler
- John Ward (Schlagzeuger) (1927–2015), belgischer Jazz-Schlagzeuger
- John Ward (Ringer), irischer Ringer
- John Ward (Cricketspieler, 1937) (1937–2021), neuseeländischer Cricketspieler
- John Ward (Fußballspieler, 1948) (* 1948), englischer Fußballspieler
- John Ward (Fußballspieler, 1951) (* 1951), englischer Fußballspieler und -trainer
- John Aloysius Ward (1929–2007), britischer Erzbischof von Cardiff
- John Bryan Ward-Perkins (1912–1981), britischer Klassischer Archäologe
- John Clive Ward (1924–2000), britischer Physiker
- John James Ward (1920–2011), US-amerikanischer Geistlicher, Weihbischof in Los Angeles
- Jonathan Ward (Politiker) (1768–1842), US-amerikanischer Politiker
- Jonathan Ward (Leichtathlet), britischer Leichtathlet
- Jonathan Ward (Schauspieler) (* 1970), US-amerikanischer Schauspieler
- Joseph Ward (Pädagoge) (1838–1889), US-amerikanischer Pädagoge
- Joseph Ward (Politiker) (1856–1930), neuseeländischer Politiker
- Joseph Ward (Sänger) (* 1932), englischer Opernsänger (Tenor)
- Joshua Ward (1685–1761), englische Pharmazeut und Chemiker
- Joshua Ward-Hibbert (* 1994), britischer Tennis- und Basketballspieler
- Joshua John Ward (1800–1853), US-amerikanischer Politiker
- Julie Ward (* 1957), britische Politikerin

#### K
- Keith Ward (* 1938), britischer Philosoph und Theologe
- Kevin Ward Jr. (um 1994–2014), US-amerikanischer Motorsportler
- Kimbell Ward (* 1983), Fußballschiedsrichter aus St. Kitts und Nevis
- Kris Ward (* 1979), US-amerikanischer Fußballtrainer

#### L
- Lance Ward (* 1978), kanadischer Eishockeyspieler
- Lalla Ward (* 1951), britische Schauspielerin, Illustratorin und Autorin
- Larry Ward (1924–1985), US-amerikanischer Schauspieler
- Leonard Keith Ward (1879–1964), australischer Geologe
- Lesley Ward (* 1970), britische Wasserspringerin
- Leslie Ward (Pseudonym Spy; 1851–1922), britischer Karikaturist und Maler
- Lester Frank Ward (1841–1913), US-amerikanischer Soziologe
- Luca Ward (* 1960), italienischer Schauspieler und Synchronsprecher
- Lyman Ward (* 1941), kanadischer Schauspieler
- Lynd Ward (1905–1985), US-amerikanischer Künstler und Autor

#### M
- M. Ward (* 1973), US-amerikanischer Rockmusiker
- Maitland Ward (* 1977), US-amerikanische Schauspielerin
- Manny Ward (* 1968), US-amerikanischer DJ und Musikproduzent
- Marcus Lawrence Ward (1812–1884), US-amerikanischer Politiker
- Maresa Ward (1938–2014), italienische Schauspielerin
- Maria Ward (Mary Ward; 1585–1645), englische Ordensgründerin
- Marie Ward (1585–1645), englische Ordensschwester und Ordensgründerin, siehe  Maria Ward
- Marie Ward (Schauspielerin), kanadische Schauspielerin
- Mark Ward (Fußballspieler, 1962), englischer Fußballspieler
- Mark Ward (Fußballspieler, 1982), englischer Fußballspieler
- Mark Ward (Politiker) (* 1974), Politiker der Sinn Féin
- Martin Ward (* 1991), englischer Boxer
- Mary Ward (Naturwissenschaftlerin) (1827–1869), irische Naturwissenschaftlerin
- Mary Ward (Schauspielerin) (1915–2021), australische Schauspielerin
- Mary Augusta Ward (1851–1920), britische Schriftstellerin
- Mary Jane Ward (1905–1981), US-amerikanische Schriftstellerin
- Mateus Ward (* 1999), US-amerikanischer Schauspieler
- Matthias Ward (1805–1861), US-amerikanischer Politiker
- Maureen Ward, Countess of Dudley (1932–2011), britische Schauspielerin, siehe Maureen Swanson
- Maxwell William Ward (1921–2020), kanadischer Unternehmer
- McLain Ward (* 1975), US-amerikanischer Springreiter
- Megan Ward (* 1969), US-amerikanische Schauspielerin
- Michael Ward (Schauspieler) (eigentlich George Yeo; 1909–1997), britischer Schauspieler
- Michael Ward (Mediziner) (1925–2005), britischer Chirurg und Bergsteiger
- Michael Ward (Musiker) (1967–2024), US-amerikanischer Gitarrist
- Michael Ward (Nordischer Kombinierer) (* 1992), US-amerikanischer Nordischer Kombinierer
- Michael J. Ward (* um 1950), US-amerikanischer Manager
- Micheal Ward (* 1998), britischer Schauspieler
- Micky Ward (* 1965), US-amerikanischer Boxer
- Mike Ward (Politiker, 1942) (* 1942), neuseeländischer Politiker
- Mike Ward (Politiker, 1951) (* 1951), US-amerikanischer Politiker
- Monica Ward (* 1965), italienische Schauspielerin und Synchronsprecherin

#### N
- Nancy Ward (um 1738–1822/1824), Ghigau der Cherokee
- Nari Ward (* 1963) ist ein jamaikanischer, US-Amerikanischer Installationskünstler
- Natalie Ward (* 1975), australische Softballspielerin
- Nathaniel Ward (1791–1868), britischer Arzt und Erfinder
- Ned Ward († 1731), englischer Satiriker, Autor und Schankwirt
- Nicholas Ward (1811–1850), englischer Boxer
- Nick Ward (Autor) (* 1955), britisch-australischer Autor und Illustrator
- Nick Ward (Regisseur) (* 1962), australischer  Regisseur
- Nick Ward (Mediziner), Neurologe
- Nick Ward (Fußballspieler) (* 1985), australischer Fußballspieler
- Nicole Ward (* 1975), australische Triathletin

#### O
- Orlando Ward (1891–1972), US-amerikanischer Offizier, Generalmajor der US-Army

#### P
- Pat Ward (1957–2012), US-amerikanische Politikerin
- Patricia Ward Hales (1929–1985), britische Tennisspielerin
- Paul Langdon Ward (1911–2005), US-amerikanischer Historiker
- Pendleton Ward (* 1982), US-amerikanischer Animator, Drehbuchautor, Produzent und Sprecher
- Penelope Dudley-Ward (1914–1982), britische Filmschauspielerin
- Peter Ward (Leichtathlet) (1913–2009), britischer Leichtathlet
- Peter Ward (Paläontologe) (* 1949), US-amerikanischer Geologe und Paläontologe
- Peter Ward (Fußballspieler, 1955) (* 1955), englischer Fußballspieler
- Peter Ward (Schwimmer) (* 1963), kanadischer Schwimmer
- Peter Ward (Fußballspieler, 1964) (* 1964), englischer Fußballspieler
- Peter Ward (Produzent) (* 1968), US-amerikanischer Filmproduzent
- Philippe Ward (* 1958), französischer Schriftsteller

#### R
- R. Gerard Ward (Ralph Gerard Ward; 1933–2023), neuseeländisch-australischer Geograph
- Rachel Ward (* 1957), britisch-australische Schauspielerin
- Rachel Ward (Autorin) (* 1964), britische Autorin
- Rebecca Ward (* 1990), US-amerikanische Fechterin
- Rich Ward (Richard Park Ward; * 1969), US-amerikanischer Gitarrist
- Richard Ward (Politiker) (1689–1763), US-amerikanischer Politiker (Rhode Island)
- Richard Ward (Schauspieler) (1915–1979), US-amerikanischer Schauspieler
- Richard Ward (General) (1917–1989), britischer General
- Richard S. Ward (* 1951), britischer Mathematiker und Physiker
- Robert Ward (Komponist) (1917–2013), US-amerikanischer Komponist
- Robert Ward (Bluesmusiker) (1938–2008), US-amerikanischer Bluessänger und -gitarrist
- Robert Ward (Schriftsteller), US-amerikanischer Schriftsteller, Drehbuchautor und Produzent
- Robert Ward (Designer), US-amerikanischer Designer und Hochschullehrer
- Robert DeCourcy Ward (1867–1931), US-amerikanischer Klimatologe und Autor
- Robert E. Ward (1916–2009), US-amerikanischer Politikwissenschaftler
- Robert W. Ward (1929–1997), US-amerikanischer Geschäftsmann und Politiker
- Robin Ward (Sängerin) (* 1941), US-amerikanische Sängerin
- Robin Ward (Schauspieler) (* 1944), kanadischer Schauspieler und Fernsehmoderator
- Robin Ward (Autor) (* 1950), britischer Autor
- Rodger Ward (1921–2004), US-amerikanischer Automobilrennfahrer
- Roger Ward (* 1937), australischer Schauspieler
- Ron Ward (Fußballspieler, März 1932) (Henry Ronald Ward; * 1932), englischer Fußballspieler
- Ron Ward (Fußballspieler, Oktober 1932) (Ronald Ward; 1932–1998), englischer Fußballspieler
- Ron Ward (Fußballspieler, 1935) (Ronald Ward; 1935–2010), englischer Fußballspieler
- Ron Ward (Eishockeyspieler) (Ronald Leon Ward; * 1944), kanadischer Eishockeyspieler und -trainer

#### S
- Samantha Ward (* 1989), englische Badmintonspielerin
- Samuel Ward (Akademiker) (1572–1643), englischer Akademiker
- Samuel Ward (Geistlicher) (1577–1640), englischer Geistlicher
- Samuel Ward (Gouverneur) (1725–1776), britischer Politiker und Kolonialgouverneur
- Samuel Ward (Offizier) (1756–1832), britisch-amerikanischer Politiker und Offizier
- Samuel Ward (Bankier) (1786–1839), US-amerikanischer Bankier
- Samuel A. Ward (1847–1903), US-amerikanischer Komponist
- Samuel Ringgold Ward (1817–1866), US-amerikanischer Abolitionist
- Samuel Ward (Hockeyspieler) (* 1990), britischer Hockeyspieler
- Sean Ward (* 1984), nordirischer Fußballspieler
- Sela Ward (* 1956), US-amerikanische Schauspielerin
- Seth Ward (1617–1689), englischer Astronom, Mathematiker und Geistlicher, Bischof von Salisbury
- Shayne Ward (* 1984), britischer Sänger
- Simon Ward (1941–2012), britischer Schauspieler
- Simon Barrington-Ward (1930–2020), britischer Theologe, Hochschullehrer und Geistlicher, Bischof von Coventry
- Sophie Ward (* 1964), britische Schauspielerin
- Stephen Ward (Osteopath) (Stephen Thomas Ward; 1912–1963), britischer Osteopath und Künstler, Beteiligter in der Profumo-Affäre
- Stephen Ward (Fußballspieler) (Stephen Robert Ward; * 1985), irischer Fußballspieler
- Steven John Ward (* 1990), südafrikanischer Schauspieler und Model
- Susan Ward (* 1976), US-amerikanisches Fotomodell und Schauspielerin

#### T
- T. J. Ward (* 1986), US-amerikanischer American-Football-Spieler
- T. John Ward (* 1943), US-amerikanischer Jurist
- Terron Ward (* 1992), US-amerikanischer American-Football-Spieler
- Thomas Ward (Schriftsteller) (1652–1708), britischer Schriftsteller
- Thomas Ward (Diplomat), britischer Diplomat
- Thomas Ward (Politiker) (um 1759–1842), US-amerikanischer Politiker
- Thomas Ward (Ringer) (1907–1986), schottischer Ringer
- Thomas Ward (Mathematiker) (* 1963), britischer Mathematiker
- Thomas B. Ward (1835–1892), US-amerikanischer Politiker
- Thomas Ward (Schauspieler), australischer Schauspieler
- Tom Ward (* 1971), britischer Schauspieler
- Tony Ward (Schauspieler, 1924) (Anthony John Ward; 1924–2006), australischer Schauspieler
- Tony Ward (Schiedsrichter) (* 1941), englischer Fußballschiedsrichter
- Tony Ward (Rugbyspieler) (Anthony Joseph Patrick Ward; * 1954), irischer Rugby-Union-Spieler
- Tony Ward (Fußballspieler, 1954) (* 1954), irischer Fußballspieler
- Tony Ward (Schauspieler, 1963) (Anthony Borden Ward; * 1963), US-amerikanischer Schauspieler, Produzent und Model
- Tony Ward (Stylist), Haarstylist
- Tony Ward (Designer) (* 1970), libanesisch-italienischer Modedesigner
- Tony Ward (Fußballspieler, 1970) (Anthony Ward; * 1970), englischer Fußballspieler
- Troy Ward (* 1962), US-amerikanischer Eishockeyspieler und -trainer
- Tyler Ward (* 1989), US-amerikanischer Sänger und Songwriter

#### V
- Vicky Ward (* 1969), US-amerikanische Autorin, Journalistin und Fernsehkommentatorin
- Vincent Ward (* 1956), neuseeländischer Filmregisseur
- Vincent M. Ward (* 1971), US-amerikanischer Schauspieler

#### W
- Wallace Ward (1932–2006), US-amerikanischer Chemiker
- Warwick Ward (1891–1967), britischer Schauspieler
- Wayne „Crescendo“ Ward, US-amerikanischer Schauspieler und Filmeditor
- William Ward (Mediziner) (1535–1604/1609), englischer Mediziner und Übersetzer
- William Ward (Priester) (um 1560–1641), englischer Priester und Märtyrer
- William Ward (Politiker) (1837–1895), US-amerikanischer Politiker (Pennsylvania)
- William Ward (Segler) (1877–1946), britischer Segler und Politiker
- William Ward (Tontechniker), australischer Tontechniker
- William Ward, 2. Earl of Dudley (1867–1932), britischer Politiker
- William A. Ward (1928–1996), US-amerikanischer Ägyptologe
- William E. Ward (* 1949), US-amerikanischer General
- William George Ward (1812–1882), britischer Theologe
- William Hallam Ward (1917–1996), britischer Geotechniker
- William L. Ward (1856–1933), US-amerikanischer Politiker
- William R. Ward (1944–2018), US-amerikanischer Astronom
- William Thomas Ward (1808–1878), US-amerikanischer Offizier und Politiker

#### Z
- Zack Ward (* 1970), kanadischer Schauspieler
- Zhavia Ward (* 2001), US-amerikanische Sängerin und Songwriterin

#### Fiktive Personen
- Charles Dexter Ward, siehe Der Fall Charles Dexter Ward von H. P. Lovecraft

### Vorname
- Ward Beysen (1941–2005), belgischer Politiker
- Ward Bond (1903–1960), US-amerikanischer Schauspieler
- Ward W. Briggs (* 1945), US-amerikanischer Klassischer Philologe
- Ward Coucke (* 1981), belgischer Beachvolleyballspieler
- Ward Churchill (* 1947), US-amerikanischer Ethnologe
- Ward Costello (1919–2009), US-amerikanischer Schauspieler
- Ward Cunningham (* 1949), US-amerikanischer Programmierer
- Ward Goodenough (1919–2013), US-amerikanischer Anthropologe
- Ward Howell (1910–1980), US-amerikanischer Unternehmer
- Ward Hunt (1810–1886), US-amerikanischer Jurist und Politiker (Demokratische Partei)
- Ward Kimball (1914–2002), US-amerikanischer Regisseur und Trickfilm-Animator
- Ward Lernout (1931–2019), belgischer Maler
- Ward Miller (1902–1984), US-amerikanischer Politiker (Republikanische Partei)
- Ward Moore (1903–1978), US-amerikanischer Science-Fiction-Autor
- Ward Pinkett (1906–1937), US-amerikanischer Jazztrompeter
- Ward Plummer (1940–2020), US-amerikanischer Physiker
- Ward Silloway (1909–1965), US-amerikanischer Jazzmusiker
- Ward Swingle (1927–2015), US-amerikanischer Musiker
- Ward Whitt (* 1942), US-amerikanischer Mathematiker